# 남위 40도
남위 40도는 적도에서 40도 남쪽을 지나는 위선이다. 대서양과 인도양, 오스트레일리아와 뉴질랜드, 태평양, 남아메리카를 지난다.
본초 자오선에서 동쪽으로, 남위 40도 선은 다음 지역을 지난다.
| 좌표                                                    | 나라, 지역, 해역 | 주석                         |
| ------------------------------------------------------- | ---------------- | ---------------------------- |
| 남위 40° 0′ 동경 0° 0′  / 남위 40.000° 동경 0.000°      | 대서양           |                              |
| 남위 40° 0′ 동경 20° 0′  / 남위 40.000° 동경 20.000°    | 인도양           |                              |
| 남위 40° 0′ 동경 143° 53′  / 남위 40.000° 동경 143.883° | 오스트레일리아   | 태즈메이니아주 - 킹 섬       |
| 남위 40° 0′ 동경 144° 7′  / 남위 40.000° 동경 144.117°  | 배스 해협        |                              |
| 남위 40° 0′ 동경 147° 53′  / 남위 40.000° 동경 147.883° | 오스트레일리아   | 태즈메이니아주 - 플린더스 섬 |
| 남위 40° 0′ 동경 148° 17′  / 남위 40.000° 동경 148.283° | 태평양           | 태즈먼해                     |
| 남위 40° 0′ 동경 175° 3′  / 남위 40.000° 동경 175.050°  | 뉴질랜드         | 북섬                         |
| 남위 40° 0′ 동경 176° 54′  / 남위 40.000° 동경 176.900° | 태평양           |                              |
| 남위 40° 0′ 서경 73° 42′  / 남위 40.000° 서경 73.700°   | 칠레             |                              |
| 남위 40° 0′ 서경 71° 40′  / 남위 40.000° 서경 71.667°   | 아르헨티나       |                              |
| 남위 40° 0′ 서경 62° 20′  / 남위 40.000° 서경 62.333°   | 대서양           |                              |

## 같이 보기
- 남위 39도
- 남위 41도
- 로어링 포티즈